# Jaime Teevan
Jaime Teevan, née en 1976, est une informaticienne américaine et dirigeante de Microsoft connue pour ses travaux sur l'Intelligence Artificielle (IA) et la productivité.

## Biographie
Jaime Teevan est née en 1976. Ses parents sont Connie Monroe Teevan et James Teevan.

## Éducation
Jaime Teevan obtient une licence en informatique  de l'Université de Yale. En tant qu'étudiante de premier cycle, elle vend sa thèse de fin d'études à Infoseek, l'un des premiers moteurs de recherche Web. Dans sa thèse, elle invente une première approche consistant à utiliser le graphique de liens Web pour prendre en charge la recherche d'informations.
Jaime Teevan obtient également un master en science et un doctorat du MIT où elle contribue à l'émergence du  domaine de la gestion des informations personnelles (en),.

## Carrière
Jaime Teevan est chercheuse de nombreuses années chez Microsoft Research, où elle étudie divers aspects de l'interaction homme-machine, de la recherche d'informations et du travail coopératif assisté par ordinateur. Ses travaux se sont concentrés sur la manière d'aider les gens à trouver, gérer et utiliser les informations plus efficacement, en particulier dans le contexte de contraintes de temps, de préférences personnelles et d'environnements collaboratifs.
De 2017 à 2018, Jaime Teevan est conseillère technique du PDG de Microsoft, Satya Nadella.
Elle occupe actuellement  le poste de Directrice scientifique chez Microsoft et est nommée Microsoft Technical Fellow en 2022. Jaime Teevan a été l’une des personnes clés à l’origine de l'orientation stratégique de Microsoft pour le développement de produits basés sur l’IA, intégrant plus largement des outils de recherche. Selon Business Insider,  « elle est le cerveau derrière les innovations de Microsoft en matière de productivité ».
À la suite de la pandémie de COVID-19, Jaime Teevan dirige l'initiative Future of Work de Microsoft visant à rassembler des chercheurs de Microsoft, LinkedIn et GitHub pour étudier comment la pandémie a modifié le travail. Cela a conduit à des innovations dans les produits Microsoft, notamment une meilleure prise en charge technologique pour les réunions hybrides.
À partir de l'automne 2022, Jaime Teevan dirige les travaux  initiaux sur M365 Copilot pour intégrer la dernière intelligence artificielle dans les produits phares de Microsoft. Lors d'une interview avec Reid Hoffman, enregistrée le jour du lancement de M365 Copilot, elle a parlé de son expérience quant à l'apport de l'IA générative aux produits Microsoft. Elle participe à l’annonce de M365 Copilot, parlant de « [...] l’art et la science qui sous-tendent Copilot ».
Elle rencontre fréquemment Bill Gates, qui bien qu'éloigné officiellement de Microsoft depuis 2021, continue d'influer sur l'évolution des produits Microsoft.

## Recherche
Jaime Teevan a publié plus de 100 articles lors de conférences et revues internationales et a reçu de nombreux prix pour ses articles. Une grande partie de ses travaux portent sur la recherche d'informations, l'interaction homme-machine et l'avenir du travail. Elle a co-écrit le premier livre sur la recherche collaborative d'informations (en) et a édité un livre sur la gestion des informations personnelles.
Jaime Teevan travaille également sur la « microproductivité », qui consiste à décomposer des tâches complexes en une série de micro-tâches pouvant être réalisées plus facilement et efficacement. Elle a développé le concept d'auto-sourcing (en), dans lequel les micro-tâches sont effectuées par le propriétaire de la tâche plutôt que par des travailleurs externe. Un article paru en 2017 dans le New York Magazine la cite disant : « Je pourrais probablement trouver assez facilement une heure supplémentaire dans ma journée de travail, juste dans ces petits micro-moments où je ne suis pas productive».
Jaime Teevan siège également au conseil d'administration de la Computing Research Association(CRA).

## Récompenses
Elle est nommée jeune innovatrice 2009 de Technology Review (TR35) pour ses travaux sur la recherche personnalisée et reçoit le CRA-W Borg Early Career Award (BECA) en 2014. En 2016, elle a reçu le prix Karen Spärck Jones de la British Computer Society pour ses contributions techniques à l'intersection à la recherche d'informations, de l'expérience utilisateur et des médias sociaux.
En 2022, elle est nommée Microsoft Technical Fellow et nommée dans la promotion 2022 des ACM Fellows (en), « pour ses contributions dans les  domaines de recherche s'intéressant à l’interaction homme-machine, à la récupération d'informations et à la productivité ». Cette même année, elle devient également membre des Académies SIGCHI et SIGIR,. En 2023, elle figure dans la toute première liste du TIME des 100 personnes les plus influentes dans le domaine de l'intelligence artificielle.

## Vie privée
Jaime Teevan est mariée à Alexandre Hehmeyer. Le couple vit à Bellevue, Washington et a quatre enfants. Teevan s'engage pour que les parents travaillant dans la recherche puissent concilier leur travail académique et leur vie familiale.

## Publications
- (en) Meredith Ringel Morris et Jaime Teevan, Collaborative Search: Who, What, Where, When, Why, and How, Morgan and Claypool Publishers, 2010 (ISBN 978-1-60845-121-0)

- (en) Wiliam P. Jones and Jaime Teevan, Personal Information Management, University of Washington Press, 2007, 340 p. (ISBN 978-0-295-98737-8)